# Statue d'Alfred de Musset

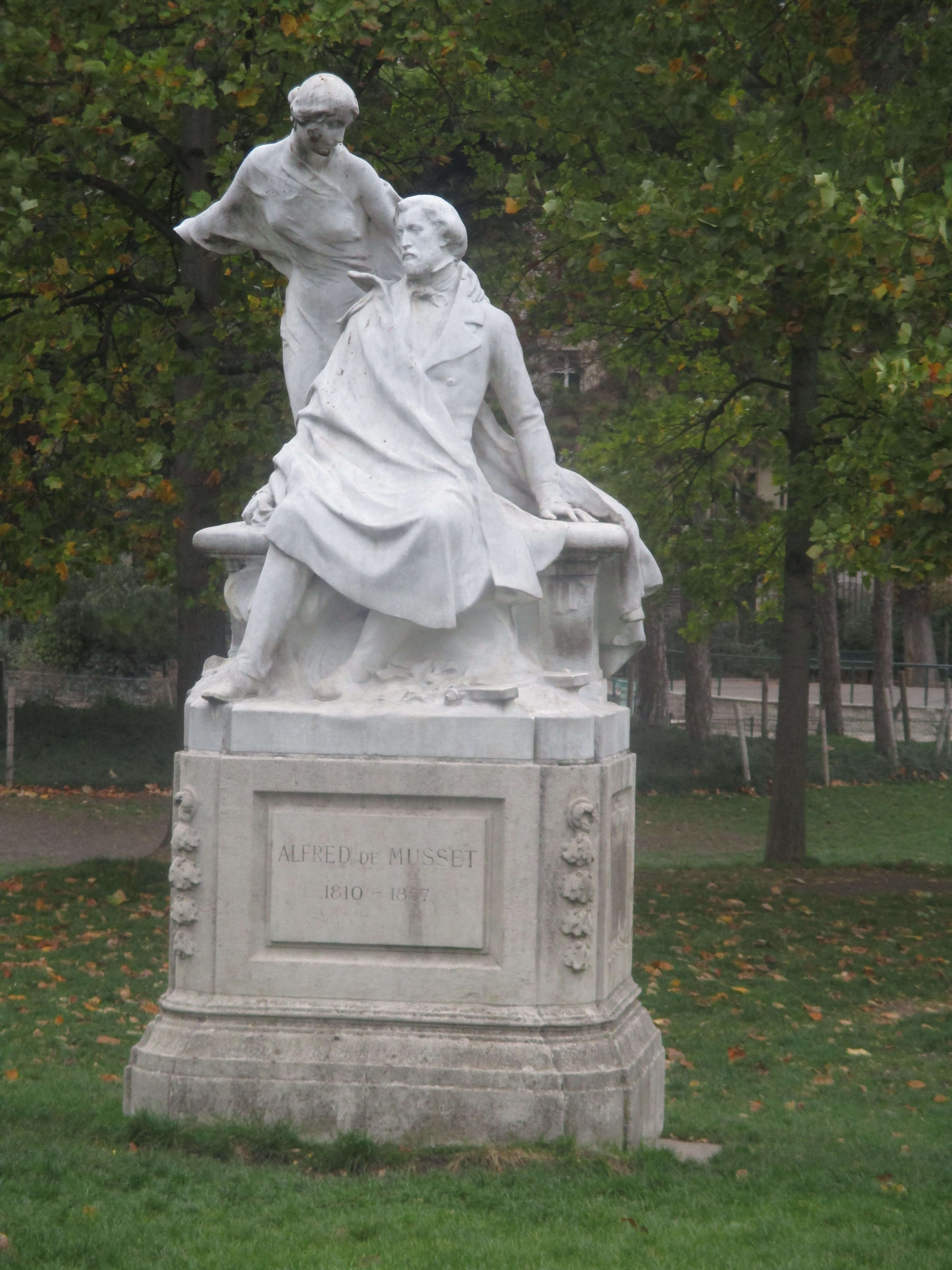
Statue d'Alfred de Musset et de sa muse (1906), au parc Monceau (Antonin Mercié).

La statue d'Alfred de Musset est un monument de pierre érigé par Antonin Mercié en 1906 à la gloire du poète Alfred de Musset (1810-1857). Elle se trouve depuis 1981 au bord de l'allée de la Comtesse-de-Ségur du parc Monceau à Paris. 
Le poète est représenté assis, sa muse se penchant sur lui au-dessus de l'épaule droite pour l'inspirer. Le monument évoque La Nuit de mai, poème de Musset composé en 1835, qui fait dialoguer le poète souffrant et la Poésie figurée sous forme de muse.
Ce monument a été financé par le banquier Daniel Osiris qui commande la figure du poète à Alexandre Falguière et celle de la muse à Antonin Mercié en 1889 ; mais la collaboration entre les deux hommes se passe mal, si bien que c'est Antonin Mercié seul qui sculpte le monument. Celui-ci est inauguré le 23 février 1906 à l'angle de la Comédie-Française.
Le monument est enlevé en 1964 et placé dans un dépôt de la Ville de Paris. Retrouvé en 1981, il est placé au parc Monceau. On remarque que la main droite et une partie du bras droit de la muse ont disparu. Un autre monument consacré au poète se trouve à Paris près du Grand palais, place du Canada. Il s'agit d'une œuvre intitulée Le Rêve du poète d'Alphonse de Moncel.